# Галицький сепаратизм
Галицький сепаратизм — політичний рух, представники якого наголошують на історичній і культурній окремішності галичан та прагнуть повного суверенітету та незалежності Галичини в її історичних межах. Водночас галицький автономізм — це інший політичний напрям, який спрямований на досягнення повної або часткової (територіальної, культурної, політичної, економічної) автономії Східної Галичини (Львівської і Івано-Франківської областей та більшої частини Тернопільської области).
На форумах, у соцмережах звинувачення у сепаратизмі часто використовують для того, аби затаврувати людину, прихильну до місцевих говорів, традицій та історії, навіть, якщо дописи звинуваченого не містять жодних політичних чи інших незаконних закликів .

Прапор Королівство Галичини та Володимирії (1849-1890)

Слід зазначити, що ширших досліджень (окрім кількох менших опитувань без подання методології) реального рівня популярності ідеї галицької незалежності ніколи не проводилося. Також жодних референдумів з цього питання не проводилося.

Прапор Королівство Галичини та Володимирії (1890-1918)

Лев Романовичів, один з символів Галичини

## Історія питання

### Остання декада XX століття

#### Розпад СРСР та становлення України
Історія галицького сепаратизму розпочалась ще до проголошення незалежності України. Зокрема, 12 жовтня 1990 р. у газеті «Правда» було опубліковано матеріал про прагнення Галичини до створення своєї окремої держави, а то й приєднання до Польщі. Наголошувалося, що влада галицьких областей закликає до відокремлення від України. Тоді ж Президія Верховної Ради УРСР ухвалила низку постанов про обмеження застосування або скасовування деяких рішень галицьких обласних рад, що викликало масові протести.

Під час прес-конференції в облраді 24 листопада 1990 р. В. Чорновіл заявив: 
«Ситуація дуже тривожна, навмисно нагнітається атмосфера довкола Західної України, включається нас у перелік тих регіонів, де справді ллється кров. Можна чекати будь-чого, аж до введення військового стану або окупації Західної України та усунення демократичної влади».
На конференції у Львові 4 січня 1991 р. В. Чорновіл задекларував: 
«Ми, три області, де перемогли демократичні сили, будемо співпрацювати, утворимо Галицьку асамблею депутатів трьох областей».
16 лютого 1991 р. в приміщенні Львівського оперного театру відбулося спільне засідання депутатів Львівської, Тернопільської та Івано-Франківської обласних рад, яке прозвали «Галицька асамблея». Саме за ухвалою Галицької асамблеї, одночасно з Всесоюзним референдумом щодо нового союзного договору, 17 березня 1991 р. були проведені обласні референдуми, - перший і єдиний в новітній історії регіональний референдум в Східній Галичині. Фактично цей референдум став виявом сепаратизму усього населення Галичини до СРСР.

У тому ж році, 16 червня 1991 р. на мітингу в Тернополі перший заступник голови Тернопільського облвиконкому Б. Бойко заявив: 
«Якщо підпишуть Союзний договір, змушені будемо ставити питання про Галицьку республіку».

#### Становище галичан в політикумі нової держави
1 грудня 1991 року відбулись перші Вибори Президента України. В усіх галицьких областях переконливу перемогу (з результатом близько 70% голосів) здобув В'ячеслав Чорновіл, але вибори (з результатом майже 62%) виграв Леонід Кравчук. Таким чином, від початку історії України висуванці з Галичини були маргіналізовані в вищих органах влади правонаступниці УРСР.
З часу існування України заледве кілька уродженців Галичини займали міністерські посади, - в перші два десятиліття - лише четверо. В той же час етнічних росіян, часом навіть з російським громадянством, в Кабінеті Міністрів так званої незалежної України було в десять разів більше! Понад те, зазвичай, були це маловпливові відомства, як то - міністерства культури: 
- Міністр інформації - Зіновій Кулик (13 листопада 1996 — 17 листопада 1998);
- Міністр культури - Михайло Кулиняк (11 березня 2010 — 24 грудня 2012);
- Перший віце-прем'єр-міністр, Міністр економічного розвитку і торгівлі - Степан Кубів (14 квітня 2016 — 29 серпня 2019);
- Міністр культури, молоді та спорту - Володимир Бородянський (29 серпня 2019 — 4 березня 2020)ю

Після 2020-го - в топі українського політикуму виринуло аж три прізвища:
- Прем'єр-міністр - Денис Шмигаль (4 березня 2020);
- Міністр Кабінету Міністрів - Олег Немчінов (4 березня 2020);
- Віцепрем'єр, Міністр з питань реінтеграції тимчасово окупованих територій - Ірина Верещук (Луцик) (4 листопада 2021).

Але в умовах моновлади суб'єктність цих політиків була і залишається дуже умовна.

Свого часу цю очевидність підсумував письменник Юрій Андрухович:  
«...у нас галичанин ніколи не може стати президентом. Це вже апріорі знищує будь-які його шанси...». 

#### Економічна ситуація в українській Галичині
Тим часом, з 1991-го по 1999-й роки зміна реального ВВП в Україні була негативна (пік припав на 1994-й з падінням на 22,9%). Як не парадоксально, але саме відносне економічне покращення в період завершення другої каденції правління Леоніда Кучми, коли частина міського населення та студентства отримала змогу усвідомити якісь вищі потреби, спричинилося до актів громадської непокори і розвитку громадського поспільства.

#### Зародження новітнього галицького руху
В 1997 році в польському журналі «Polityka» було опубліковано статтю бувшого редактор відділу культури газети «Post-Поступ», на той час - кореспондент в Польщі київського тижневика «Дзеркало тижня», (в момент друку українськомовної версії) редактора відділу культури щотижневого журналу «Політика і Культура» (ПіК) Володимира Павліва «Автономія для Галичини»: 
«...Львів завжди був хлопчиком для биття, оскільки завжди біг попереду автомобіля. У Львові ще до оголошення української незалежності на виборах до органів місцевого самоврядування в 1990 році перемогли антикомуністи. Львів почав повертати святині греко-католицької церкви ще до того, як були прийняті формальні рішення щодо цього. З львівських шкіл прибрали російську мову як обов'язковий предмет, почавши тим самим свою власну освітню реформу. Зараз, знову першим, Львів починає публічну дискусію на - передчасну - тему федералізму, нервуючи тим самим владу у Києві, яка, природно, хоче керувати такими важливими проблемами. Київ намагається зробити все, аби стримати або маргіналізувати це явище - то лякає галицьким націоналізмом, то підсовує версію, що за цим криється рука Москви, то говорить про групу несповна розуму диваків. Що з цього вийде, ніхто сказати не може - все залежатиме від розвитку ситуації в самій Україні. Якщо Київ здійснить помилки, то ідеї галицького сепаратизму можуть потрапити на сприятливий грунт, перейшовши з інтелігентсько-елітарної сфери до масово-суспільної. Такою помилкою може стати, наприклад, обширна інтеграція з Росією та Білорусією. За даними досліджень громадської думки, при такому розвитку подій найбільша група галичан - 40 відсотків - декларує готовність боротьби за відокремленність своєї малої вітчизни (11 процентів - за автономію, 29 процентів - за незалежну державу)...» 
Тема галицького сепаратизму почала проникати за межі мистецького та журналістського середовищ.

#### Інші напрямки сепаратизму
До галицького сепаратизму близька ідея сепарації й федералізації Західної України яку з кінця 90-х активно пропагує чернівецький політолог та політичний оглядач Олег Хавич. В 1998 році в журналі «Україна молода» опубліковано його статтю «22 січня як день Розлуки». В цій статті та в наступних своїх публікаціях Олег Хавич неодноразово закликав до створення Рутенії - державного утворення у складі Галичини, Буковини, Підкарпаття, Поділля та Волині.
Олег Хавич є засновником «Інституту Західно-Українських студій» та сайту «ЗУНР» де часто публікується антиукраїнська агітація. Також часто дописує в російськомовні видання (ukraina.ru, korrespondent.net).

### Перша декада XXI століття
Тема галицького сепаратизму активізувалася після вбивства Гонгадзе та Кучмагейту, зокрема, в найбільших галицьких містах - у Львові та в Тернополі.

#### Регіональні медіа
В цей час ідею галицької ідентичності активно розвивав «Інститут розвитку міста Львів» та львівський часопис «Ї» (редактор — Тарас Возняк), портал «Захід.Нет» (редактор — Ігор Балинський).

В «Тернопільській Газеті», число 26(339) з дня 26 червня 2002 року, опубліковано статтю Михайла Лісовського «63% тернополян вважають, що Схід і Захід України дуже різні»:

«...Тернопільська лабораторія маркетингових досліджень провела телефонне опитування двохсот респондентів. Основні демографічні характеристики відповідають профілю повнолітніх мешканців Тернополя. Похибка – 7% при рівні ймовірності 93%.
Для перевірки того, наскільки популярними і обґрунтованими є ідеї автономізму серед наших земляків, було поставлено такі запитання: Наскільки істотними, на вашу думку, є відмінності між Західною і Східною Україною? Були отримані такі відповіді: Немає жодних – 8,5%; Незначні – 28,5%; Істотні – 43,0%; Настільки істотні ніби це два різні народи – 20,0%. Як бачимо, 63%  тернополян вважають, що між Заходом і Сходом України є великі відмінності. Оскільки на них (культурно-історичних, ментально-психологічних, економічних, інших) значною мірою вибудовують логіку аргументів прихильники автономізму, можемо припустити, що потенціал для поширення цих ідей серед тернополян значний.
Далі було з’ясовано, що 65% тернополян чули по ідею автономії Західної України, а нічого про неї не знають 34% опитаних.
Останнім було запитання “Яке ваше ставлення до ідеї автономії Західної України?”. На нього були отримані такі відповіді: Не підтримую - 58,5%; Підтримую - 21,0%; Важко відповісти - 17,5%; Мені байдуже - 3,0%. Цікаво, що 61,9% тих, хто підтримав ідею автономії, були жінки...»

В газеті «Тернопіль вечірній», число 6(1193) з дня 6 лютого 2003 року, опубліковано статтю Арсена Паламаря «Галичина – не окрема держава»: 
«...Львівський інститут розвитку міста оприлюднив результати соціологічного опитування. 800 галичанам було задано запитання: "Якщо змоделювати ситуацію, за якої Україна приєдналася б до союзу Росії з Білоруссю, то як з позиції галичанина ви діяли б?" 34,2% респондентів заявили, що будуть боротися за самостійну Галицьку державу, а 11,1% — добиватися автономії від Києва. Ще 14.3% спершу хочуть подивитися, що з того вийде, 11,8% взагалі далекі від політики, а 5,1% готові вітати приєднання до такого союзу...»  
В тому ж році, усього через десять місяців, аналогічне опитування показало наступні результати:  
У Львові проведено опитування 11-18 грудня 2003 р. Опитано 800 осіб, вибірка – квотна імовірнісна, репрезентативна за статтю та віком.
Запитання: "Якщо змоделювати ситуацію, за якої б Україна приєдналася до союзу Росії з Білоруссю, то як би з позиції галичанина ви діяли?"
Відповіді:
1) Боролись би за самостійну Галицьку державу - 46 %.
2) Домагався б автономії від Києва - 16 %.
3) Привітав би такий крок України - 3 %.
4) Інша відповідь - 5 %.

5) Таке питання не хвилює - 30 %. 

#### Нелегальні організації
У тому ж 2003 році «Суверенний Галицький Орден» (керівник — Даян Ярослав Монастирський) в бюлетені «Вівтар» оприлюднив Меморандум в якому закликав
«зреалізувати останню частину пам'ятного гасла «Через Київ на Львів» і повернутися в сім'ю европейських народів» та виступив з ініціативою «регіонального референдуму, котрий засвідчить волю Галицького народу». 
Організація популяризувала національний гімн Івана Гушалевича «Мир Вам, браття», організовувала різноманітні мистецькі перформанси, пропагувала повернення до галицької латинки .
Ідею галицької латинки широко популяризував також журналіст, радіоведучий, музикознавець і продюсер Юрко Зелений (справжнє ім'я — Руслан Юрченко) .

### Друга декада XXI століття

#### Відторгнення Галичини в планах Партії Регіонів
Паралельно зі зростанням проросійських поглядів в інших частинах України та внаслідок приходу до влади в Україні Партії Регіонів (місцеві вибори 2010 року, парламентські вибори 2012 року), в соцмережах та на форумах велися гострі дискусії, а сепаратистські настрої в Галичині зростали.

В листопаді 2011 року українські ЗМІ широко цитували нардепа від Партії регіонів Юрія Болдирєва, який заявив про необхідність відділення Галичини:
«...є два шляхи вирішення проблеми: один - відмова від наслідків пакту Ріббентропа-Молотова, яким Галичина була приєднана до України, другий - федералізація країни з тим, щоб економічна і гуманітарна політика кожного регіону визначалася ним самим...» 
Підконтрольні тодішній українській владі ЗМІ промацували реакцію суспільства на можливість відділення Галичини:
«Повернення Галичини і Волині до статус-кво 1939 відповідатиме фактично тій ситуації, що склалася на даний момент, а саме — небажанню цих регіонів жити згідно з нормами єдиної держави. Нагадаю, галицькі землі ніколи не входили до складу України до кінця 30-х років XX століття і не прагнули до цього. Наприклад, в акті «злуки» УНР і ЗУНР від 22 січня 1919 (ця дата святкується в сучасній Україні як «День соборності») йшлося лише про створення конфедерації між Галичиною та Придніпровською Україною. Об’єднувалися тільки армії. Та й то, тільки на словах. В кінці 1919 року легітимний орган вищої влади ЗУНР в особі наділеного відповідними повноваженнями диктатора Є.Петрушевича денонсував Акт злуки і з правової точки зору цей документ не має ніякого значення...
Правова основа приналежності Галичини та Волині Україні базується на Декларації Народних зборів Західної України «Про входження Західної України до складу Української Радянської Соціалістичної Республіки», прийнятої у Львові 27 жовтня 1939. На підставі цього документа (а не пакту Молотова-Ріббентропа) органи верховної влади СРСР і УРСР прийняли рішення про включення 5 західноукраїнських областей до складу Української радянської соціалістичної республіки.
Якщо ми визнаємо Народні збори Західної України 1939 нелегітимним, то тим самим автоматично скасуємо його рішення і повернемося до стану, коли Галичина і Волинь не входили до складу української держави.
Підстава: вибори в Народні збори Західної України і голосування за декларацію про входження до складу УРСР 27 жовтня 1939 проходили в умовах, коли галицько-волинські землі займали війська іншої держави (СРСР). У даному випадку ми використовуємо правові прецеденти, створені Литвою, Латвією, Естонією. При виході з СРСР вони просто визнали нелегітимними рішення парламентів 1940 року про вступ до складу Радянського Союзу на тій підставі, що вибори до цих органів «проходили в умовах військової інтервенції Радянського Союзу і були зумовлені заздалегідь». Якщо подібні аргументи були визнані такими, що відповідають міжнародному праву і принципам демократії у країнах ЄС, то чому вони не можуть бути застосовані і в Україні?!
Приймати рішення про скасування положень Конституції України 1996 року і УРСР 1978 року в частині належності Львівської, Івано-Франківської, Тернопільської, Рівненської, Волинської областей українській державі на підставі нелегітимності рішень Народних зборів 1939 повинен Конституційний суд. Саме він скасував дію Конституцією 2004 року ґрунтуючись на порушенні процедури його прийняття. Саме він на підставі відповідного подання повинен визнати нікчемність вищевказаних положень Основного закону України 1996 року (і УРСР 1978 року), визнавши тим самим, що західноукраїнські області не відносяться до української держави.» 

#### Галицькі медіа
У 2010-х широкого медійного розголосу набули також етери журналіста і телеведучого Остапа Дроздова, в яких тема галицької ідентичності була наскрізною для усіх його матеріалів. В його політичному ток-шоу «Прямим текстом» (2007-2019) та авторській програмі «Drozdov» (2014-2019) неодноразово з'являлися Віктор Павлів, Даян Ярослав Монастирський, Олег Хавич. Видання «Галицький кореспондент» наводить таку цитату Дроздова:
«Різні регіони України не знають один одного, не розуміють і не хочуть розуміти /…/. Взаємне несприйняття ментальностей настільки глибоке, що здатне вживатися в одній країні тільки завдяки відсутності повсякденного контакту між собою. Східняки приїжджають на Захід і західняки на Схід як у гості, як туристи, як в іншу країну. Чим більше Схід і Захід взаємно пізнаються, тим швидше цементується засаднича інакшість та непоєднуваність»…  
Та чи не найактивніше теми галицької ідентичності у 2010-2015 роках висвітлював портал «Галичина.Інфо» (редактор — Даян Ярослав Монастирський) .

#### Терор та залякування українських спецслужб
Редактори та журналісти порталу «Галичина.Інфо» неодноразово ставали об'єктами прискіпливої уваги українських силовиків та націоналістичних організацій. Зокрема, 22 червня 2012 року було вчинено напад на журналіста та блогера Бориса Явір Іскру. Ось як описує події сам Борис Іскра:
«Внаслідок зацікавлення культурою, мовою та історією краю, зокрема, внаслідок ознайомлення з відкриттям давніх галицько-хорватських городищ, більших за середньовічний Київ, внаслідок нових відкриттів у популяційній генетиці, різні люди приходили до розуміння «інакшості» Галичини. Свого часу до подібного розуміння прийшов і я. На відміну від більшості зацікавлених темою, я не став мовчати, а свої знання-знахідки активно поширював в соцмережах. Звісно, така діяльність викликала вибух агресивності з боку представників деякої спецслужби. Нема причин ховати правду: в червні 2012 року на мене було вчинено напад двома бойовиками, одним з яких був кандидат в майстри спорту Андрій Козюбчик, а куратором був працівник спецслужб (на той час начебто колишній) Григорій Бурбеза, який відкрито називав мене «ідеологом галицького сепаратизму»». 
Інший інцидент який трапився того ж місяця з сторонньою особою виказав зацікавлення діяльністю порталу з боку СБУ. Під час контрольного затримання на українському кордоні працівники спецслужб 
«...показали (нібито) приватну переписку шеф-редактора та випускового редактора інтернет-видання "Галичина.Інфо". Махали паперами перед обличчям але читати не давали - це були роздруківки листів які вони отримали зламавши електронну пошту. В листуванні нібито була інформація про суверенітет Галичини, відокремлення Галичини від України і таке інше... Під час тригодинної профілактичної бесіди представники української сторони запевнили що редакторів "Галичина.Інфо" буде фізично знищено!» 

#### Об'єднання галицьких сепаратистів
Водночас, у 2011-2014 роках, у Львові, при мистецькому об'єднанні «Дзиґа», діяв Галицький дискусійний клуб «Митуса» (засновник — Володимир Павлів).

У 2012-2014 роках під керівництвом того ж Володимира Павліва активно діяла громадська організація «Рух Відродження Галичини»  яка об'єднала Володимира Павліва, Ярослава Монастирського, Олега Хавича та інших. В грудні 2012 року було проголошено маніфест «Руху Відродження Галичини» в якому йшлося про те, що:
«Головним завданням Руху відродження Галичини (РВГ) є пропаґанда відродження традицій галицької толерантності і мультикультурності, поліконфесійності і гармонійного співіснування представників різних етнічних груп та субетносів, що населяють нині Галичину…».
Разом з тим, галицький дискурс виходить за межі рефлексій українського політикуму, на що в одному з інтерв'ю скаржиться той же Володимир Павлів: 
«Думаю, що навіть прихильники ідеї незалежної Галичини не бажали б собі незалежності на чолі з нинішніми лідерами – формальними чи неформальними – трьох галицьких областей.» 
В цей час з'являються також інші ініціативи та об'єднання різних напрямків спрямовані на популяризацію галицької самобутності. Наприклад, громадська організація «Клуб Галицької Кухні».

Тим часом, на хвилі публічних суперечок викликаних скандальним Законом про Всеукраїнський референдум, у квітні 2013 року Даян Ярослав Монастирський закликав провести референдум про автономію Галичини. 
«Ми довший час проводимо роботу з лідерами середовищ залучаючи їх до творення Галицької самоідентифікації", - говорить Ярослав Монастирський, - "очевидним є напруження в всеукраїнському масштабі. Ріжність державницьких та культурних традицій, конфесійної та мовної домінанти - не можуть розчинитись в повітрі. Уявіть собі сім'ю що розрослась в родину (кілька сімей), але продовжує жити спільно на батьківськім обісці. Вони мають багато спільного, але, рівночасно, чимось ріжняться між собою. Зазвичай, люди розумні, в таких випадках розходяться по нових обісцях - творять власну хату, таким чином цементуючи міжродинні зв'язки. Адже якщо вибирати між негараздами в спільній оселі і добросусідським співжиттям, - вибір видається очевидним. Знову ж таки ця аналогія адресована насамперед тим, хто підупав під домінантні впливи екс-СРСР та ідеологічних абсурдів ранньої незалежности України. Ті ж хто пам'ятають про анексію Галичини і її насильницьке приєднання до УРСР подібних анологій не потребують...» 
В червні 2013 року в містах та містечках Галичини відбулася серія презентацій книги Володимира Павліва «В пошуках Галичини». Ці презентації передували наступному об'єднанню галицьких сепаратистів.
В грудні 2013 року, ГО «РВГ» стала основою новоствореної громадської організації «Європейська Галицька Асамблея» (2013-2015), котра офіційно не заявляла ніяких сепаратистських прагнень, але активно пропагувала галицьку окремішність. ЄГА реалізувала ряд культурних ініціатив та зорганізувала численні громадські обговорення. Зокрема, пропонувалось встановити День Галичини, відбулась презентація книги про історію Галичини.

#### Зацікавленість галицьким сепаратизмом третіх сил
Одночасно, вплинути на апологетів галицького сепаратизму чи використати їх намагались проросійські сили в Україні та за її межами.
На піку збройного протистояння з донбаськими сепаратистами у 2014 році, КМІС провів замовне малочисельне опитування щодо статусу Галичини. Результати опитування мали засвідчити низьку прихильність опитуваних до ідей від'єднання від України чи приєднання до іншої держави (наприклад, Польщі).
Тоді ж, в червні 2014 року, в російській соцмережі було створено сторінку «Львівська народна республіка», яка за взірцем так званих ЛНР і ДНР закликала до насильницького повалення влади в Україні. СБУ, за поданням львівського місцевого політика, порушила справу за результатами якої адміністратору сторінки загрожує 15 років ув'язнення.
Також були активовані інші сплячі російські агенти, діяльність яких протягом довшого часу толерувалась або спів-контролювалась українськими спецслужбами.
Пізніше стало відомо, що президент України Віктор Янукович планував використати українських праворадикалів яких потаємно фінансував (партію «Свобода» Олега Тягнибока та інших), щоб спровокувати збройний конфлікт в Галичині і, переписавши Конституцію, від'єднати галицькі області України, щоб позбутися перешкоди для довічної президентури над рештою Великою України. Однак, в самому середовищі прихильників галицького сепаратизму про ці плани було відомо.

#### Нейтралізація лідерів галицького сепаратизму
Невдовзі, представники радикальних націоналістичних українських організацій звинуватили ЄГА і лідера цієї організації Володимира Павліва в ідеях сепаратизму. 17 листопада активісти «Української галицької партії» (УГП) зірвали у Львові засідання круглого столу на тему «Галичина після виборів. Перспективи регіону в умовах конституційної реформи», яку організувала ЄГА.  Антон Петрівський, активіст УГП, назвав тоді Володимира Павліва, голову ЄГА, сепаратистом. Каталізатором стала теза Павліва, що Галичина — це локомотив євроінтеграційного процесу, який має стати регіоном з особливим економічним статусом. Цькування Павліва закінчилося усуненням його з посади викладача журналістики в УКУ.

СБУ та куровані нею українські націоналісти приклалися також до того, що у 2015 році Даян Ярослав Монастирський змушений був виїхати з України та переїхав жити до Польщі, у Краків. Ярослав Монастирський декларує свою національну ідентичність як галицьку і називає період з 1939 року окупацією Галичини:
«Внаслідок пакту Молотова — Ріббентропа в 1939-му Галичина була анексована і приєднана до УРСР, незаконна анексія триває дотепер. За тим же сценарієм РФ анексувала Крим. Люди котрі вимагають деокупацію Криму, але не погоджуються на деокупацію Галичини — двуликі лицеміри. Росіяни в Криму та українці в Галичині — окупанти».
Як стверджує куроване СБУ видання «Наше слово» (офіційно — друкований орган «Об'єднання українців в Польщі»), лідери ЄГА просували сепаратистські ідеї. Проте, жодних фактів порушення законодавства чи закликів до насильницьких дій ані видання, ані куратори видання віднайти не спромоглися.

Вже перебуваючи на еміграції, Даян Ярослав Монастирський взяв участь в етері програми вищезгаданого Остапа Дроздова: 
«...День Злуки – то річ абсолютно нереальна. Рівень легітимності ЗУНР та УНР був ідентичним легітимності “ЛНР” та “ДНР” сьогодні. Треба бути реалістами, треба визнати, сказати правду, що Радянський Союз насправді не розпався, він існує, і просто в одній із його республік іде громадянська війна...»  
У 2018 році після спроби провести в Чернівцях круглий стіл на теми захисту прав національних меншин, в присутності європосла Богуслава Соніка, нападу праворадикалів зазнав Олег Хавич. Невдовзі (за побиття його ж українськими націоналістами) Олег Хавич став фігурантом справи про сепаратизм. Того ж року Хавич покинув Україну та тепер мешкає в Боснії.
З метою остаточної маргіналізації питання галицької ідентичності, у 2019 році спецслужби приклалися до розголосу інформації про соціологічне опитування стосовно питання незалежності Галичини. В багатьох медіях одночасно з'явились ідентичні інформації про те, що дане опитування було негативно розцінено СБУ. В темниках наголошувалось, що «це опитування знову засвідчило низьку прихильність опитуваних до ідей від'єднання від України чи приєднання до іншої держави (наприклад, Польщі)».

### Третя декада XXI століття
У 2021 році у Львівському національному університеті імені Івана Франка до методичних рекомендацій для вивчення дисципліни «Політична регіоналістика» студентам бакалаврату на спеціальності «Політологія» до семінарських/практичних занять було включено тему «Галичина як етнокультурний регіон в політичному вимірі»:    
1. Галичина: особливості історичного минулого.  
2. Етнічні, соціокультурні, демографічні та економічні особливості Галичини.  
3. Виборчий процес у Галичині та партійна палітра регіону.
4. Специфіка Галичини як регіону та проблема галицького сепаратизму.   

Основні поняття: валовий регіональний продукт, уніатська-греко-католицька церква, крайні праві, зовнішньополітичні орієнтації, НАТО, ЄС. 

## Організації та лідери, звинувачені в сепаратистських поглядах
Організації:
- «Суверенний Галицький Орден»: Даян Ярослав Монастирський (керівник).
- «Галицький дискусійний клуб Митуса»: Володимир Павлів (керівник), Василь Расевич, Ярослав Рущишин, Володимир Костирко, Юрій Кучерявий, Даян Ярослав Монастирський, Олег Хавич.
- «Рух відродження Галичини»: Володимир Павлів (керівник), Даян Ярослав Монастирський, Олег Хавич.
- «Європейська Галицька Асамблея»: Володимир Павлів (керівник), Олег Хавич, Юрій Кучерявий, Даян Ярослав Монастирський.
- «Інститут Західно-Українських студій»: Олег Хавич (керівник), Святослав Вишинський.

ЗМІ:
- «Дунайський клуб».
- «Галичина.Інфо»: Даян Ярослав Монастирський (керівник), Степан Хміль, Борис Явір Іскра.
- «Острів»: Андрій Микитин.
- «ЗУНР»: Олег Хавич.

Лідери:
- Володимир Павлів — журналіст, редактор, публіцист.[72] Навчався на факультеті філології Львівського університету. Працював у самвидавному «Поступі», газеті «Post-Поступ» (редактор відділу культури, 1991–1995), на телеканалі СТБ. Викладав в Українському католицькому університеті (2009-2015).
- Даян Ярослав Монастирський — журналіст, редактор, режисер, аніматор культури. Очільник «Суверенного Галицького Ордену». Редактор «Галичина.Інфо» (2010-2015).
- Олег Хавич — політолог та політичний оглядач, директор «Інституту Західноукраїнських студій».